# Horváth Miklós (orvos)
Horváth Miklós (Dálnok, 1906. május 4. – Marosvásárhely, 1982. január 10.) orvos.

## Életpályája
A sepsiszentgyörgyi Székely Mikó Kollégiumban érettségizett (1924), orvosi oklevelét Budapesten nyerte (1931), Iași-ban nosztrifikálták (1932). Sepsiszentgyörgyön iskola-, üzemi, vasúti és betegsegélyző orvos, 1940-től az anya- és csecsemő-védelem zöldkeresztes szolgálatának vezetője, 1946-tól Háromszék megye tiszti főorvosa. 1948-ban nevezik ki a marosvásárhelyi Orvosi és Gyógyszerészeti Intézet (OGYI) egészségügyi szervezési tanszékére előadótanárnak, 1950-től a közegészségtani tanszéket is irányítja, 1957-től egyetemi tanár, 1968-ban vonult nyugalomba.
Szerepet vállalt az Magyar Népi Szövetség (MNSZ) megyei vezetésében, munkatársa volt a Népi Egység napilapnak (1945–49). Az Orvosi Szemle–Revista Medicală, Igiena, Communicationes szakfolyóiratok munkatársa; szakdolgozatai a közegészségtan minden területét felölelik.
Marosvásárhelyen kiadott kőnyomatos jegyzetei: Általános közegészségtan (1951); Részletes közegészségtan (1952); Közegészségtan (1954); Munkaegészségtan (1955, újabb kiadása Dienes Sándorral, 1961); Általános és település-közegészségtan (Steinmetz Józseffel és Bedő Károllyal, 1957). Az Igiena generală și comunală című egységes tankönyv (1962) munkatársa.